# Cancelo
Cancelo (crioll capverdià Kanselu) és una vila a l'est de l'illa de Santiago a l'arxipèlag de Cap Verd. Està situada a 4 kilòmetres al nord-oest de Pedra Badejo i 5 km al sud-oest de Calheta de São Miguel.